# Mercosur European Union Business Forum
Das Mercosur European Union Business Forum (Abkürzung MEBF) war ein 1999 gegründetes informelles Forum von Unternehmen aus den Ländern des Mercosur und der Europäischen Union mit dem Ziel, Handel und wirtschaftliche Zusammenarbeit zwischen beiden Regionen zu fördern.
Das MEBF kommentierte die Verhandlungen auf dem Wege zu einem Freihandelsabkommen zwischen der Europäischen Union und dem Mercosur aus Unternehmersicht. Es benannte Handels- und Investitionshemmnisse zwischen beiden Regionen und erarbeitete Empfehlungen für deren Abbau. Themenbereiche waren: Marktzugang (Zollverfahren, Schutz geistigen Eigentums, Standards und Zertifizierungen), Investitionen und Privatisierung (Strategische Allianzen, Öffentliches Auftragswesen, Verbesserung der Rahmenbedingungen) und Dienstleistungen (Informationstechnologie, Finanzdienstleistungen, Tourismus, Energie).
Das MEBF veranstaltete Konferenzen zur Bekanntmachung eigener Positionen, und zwar in Rio de Janeiro und Mainz (beide 1999), Buenos Aires (2001), Madrid (2002), Brasilia (2003), Luxemburg (2005) und Buenos Aires (2006).